# Gobititan
Gobititan shenzhouensis
Genre
Espèce
Gobititan est un genre fossile de dinosaures sauropodes, un titanosaure basal ayant vécu au Crétacé inférieur (Barrémien), soit il y a environ entre 125,77 et 121,4 millions d'années. 
Une seule espèce est rattachée au genre, Gobititan shenzhouensis, décrite en 2003 par les paléontologues Hailu You (d), Tang Feng (d) et Zhe-Xi Luo (d). 

## Étymologie
Le nom du genre Gobititan fait référence à la fois au désert de Gobi et aux Titans de la mythologie grecque. Le nom spécifique, shenzhouensis, indique le pays d'origine du spécimen fossile, « Shenzhou », un ancien nom pour désigner la Chine.

## Découverte
L'holotype, est répertorié dans la collection de l'Institut de paléontologie des vertébrés et de paléoanthropologie sous la référence
IVPP 12579. Il s'agit d'un squelette partiel composé de 41 vertèbres et d'un membre postérieur gauche incomplet. Il a été découvert en 1997 dans la formation géologique du groupe de Xinminbao (en) à Gansu, en Chine.

## Description
En 2016, Gregory S. Paul estime la taille de Gobititan à 20 m de longueur totale pour une masse d'environ 20 tonnes.
Gobititan se distingue des autres titanosauriformes par les caractéristiques de ses vertèbres caudales. En comparaison des titanosaures plus évolués, dont le nombre de vertèbres caudales est réduit à moins de 35, Gobititan possède un relativement grand nombre de ces vertèbres, ce que les inventeurs du genre ont interprété comme un caractère primitif.

## Classification
Lors de sa description en 2003, Gobititan a été classé comme un titanosaure basal proche du genre Tangvayosaurus, ce qui pourrait indiquer que les titanosaures seraient apparus en Asie dès le Crétacé inférieur.
Cependant la présence d'un cinquième doigt au niveau du pied (un caractère absent chez les autres titanosaures), a conduit certains paléontologues à le considérer comme un Titanosauriformes en 2008 et 2012, ou plus précisément, toujours en 2012 comme un Titanosauriformes du clade des Somphospondyli. Toutefois en 2013, une nouvelle analyse phylogénétique replace Gobititan comme un titanosaure basal.
En 2019, P. D. Mannion, P. Upchurch et leurs collègues le placent dans la famille des Euhelopidae au sein des Somphospondyli.

### Publication originale
- [2010] (en) Hailu You, Tang Feng et Zhe-Xi Luo, « A New Basal Titanosaur (Dinosauria: Sauropoda) from the Early Cretaceous of China », Acta Geologica Sinica, Wiley-Blackwell, vol. 77, no 4,‎ 7 septembre 2010, p. 424-429 (ISSN 1000-9515 et 1755-6724, DOI 10.1111/J.1755-6724.2003.TB00123.X). .